# Martial Bardet
Pour les articles homonymes, voir Bardet.
Martial Bardet, baron de Maison-Rouge, né le 22 mai 1764 à la Maison-Rouge, commune de Peyrilhac (Haute-Vienne) et mort le 3 mai 1837 au même endroit, est un général de division français du Premier Empire.
Il est nommé commandeur de la Légion d'honneur le 25 décembre 1805, et fait baron de l'Empire le 17 mars 1808.

## Biographie Militaire

### Période pré-révolutionnaire
Il s'engage comme soldat au régiment du Médoc (futur 70e régiment d'infanterie), le 5 juin 1781. Il est fait caporal le 27 septembre 1786. Le 21 septembre 1789, il est congédié comme tout le régiment.

### Guerres de la Révolution

#### Engagements (1790-1791)
En 1790, les Gardes Nationales sont créées. Bardet prend le commandement (à l'élection) de celle de Peyrilhac. Toutes les gardes de la Haute-Vienne se fédérèrent sous le commandement de Barbou des Courières qui est aussi le colonel de celle de Limoges.
À l'été 1791, les bataillons de volontaires sont créés. Bardet s'enrôle dans la 3e compagnie du 1er bataillon de la Haute-Vienne le 22 septembre. Tout l'état-major doit être nommé à l'élection ; Bardet est élu capitaine de sa compagnie le 3 octobre. Le lieutenant-colonel d'Arbonneau est élu pour commander le bataillon composé d'environ 620 volontaires répartis en neuf compagnies.

#### Armée du Nord(1792-1794)
Après six mois d'instruction les jeunes volontaires du bataillon prennent le départ vers le nord pour servir en avril 1792 l'armée du Nord, dans la 49e demi-brigade (Casabianca) de la 3e division d'infanterie. À la bataille de Valmy, le bataillon combat l'ennemi à la côte de Brienne.

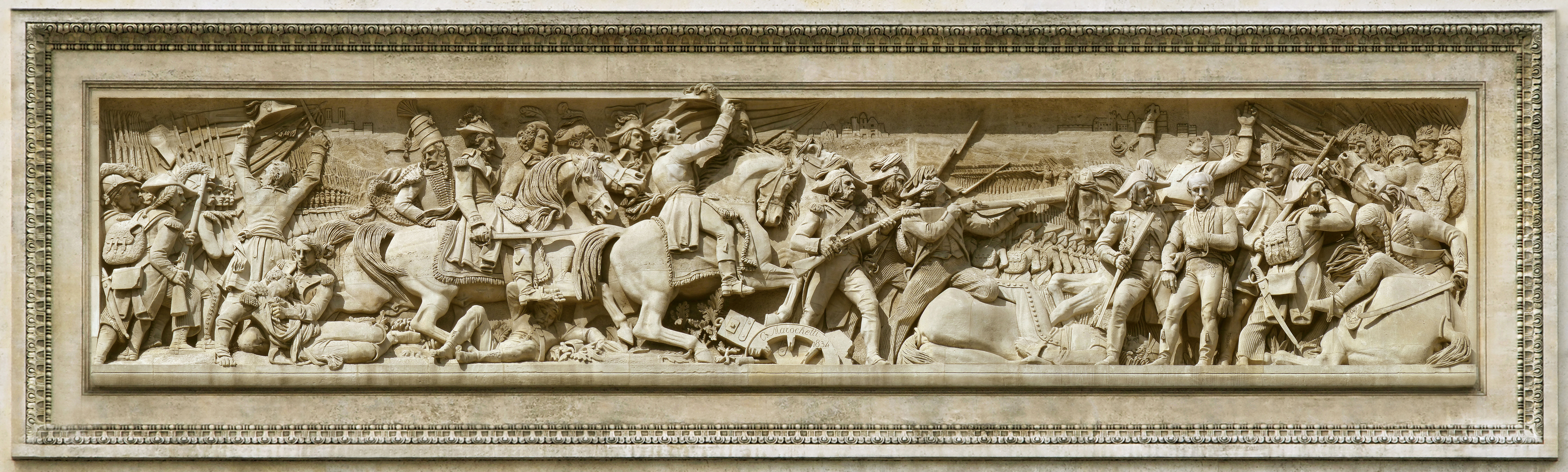
Bas-relief de la bataille de Jemappes sur l'arc de Triomphe de l'Étoile, par Carlo Marochetti.

Passé avec sa demi-brigade à la droite de l'armée des Ardennes (Dumouriez, puis Valence et Miranda), il participe avec sa compagnie aux combats de Mons et Bavay, à la bataille de Jemappes et au siège de Namur.
La guerre reprend en février 1793, alors que la 49e demi-brigade (Desperrières) repasse à l'armée du Nord (Miranda sous commandement en chef de Dumouriez). Il fait partie de la brigade Colaud des flanqueurs de gauche du général Miaczinsky et participe à la tentative manquée sur Aix-la-Chapelle et à la défaite de Neerwinden.
Alors que l'armée autrichienne pénètre en France, l'armée française est complètement désorganisée. Dumouriez passe à l'ennemi, Miaczinsky, rappelé à Paris, y est guillotiné. Le commandement en chef de l'armée du Nord revient alors à Dampierre qui est tué au combat le 8 mai 1793, remplacé par Lamarche qui lui-même subit la défaite de la bataille de Famars le 23 mai 1793, ce qui lui vaut d'être lui-même remplacé par Custine qui devient vite suspect aux yeux de Paris et est guillotiné en août 1793. Houchard reprend alors le commandement. Dans une armée désemparée, le 1er bataillon de la Haute-Vienne soutient l'attaque autrichienne sur Hasnon lors de la bataille de Famars, près de Valenciennes qui doit finalement capituler le 28 juillet 1793, laissant notamment Le Quesnoy et Maubeuge sans défense.
Vers le 10 septembre 1793, la 49e demi-brigade (de Boisragon) est transférée dans la brigade Romanet division Cordelier de la nouvelle armée de secours de Maubeuge, commandée par Jourdan, Limougeaud volontaire comme Bardet. Les 15 et 16 octobre, Carnot et Jourdan parviennent à reprendre Maubeuge, grâce à la victoire de Wattignies. Les soldats du 1er bataillon de la Haute-Vienne participent aux opérations de déblocus de Maubeuge, et y restent en garnison jusqu'à la fin de l'année.
Le chef du bataillon Nivelon ayant été destitué par les représentants du peuple et le général en chef Jourdan, le poste se retrouve vacant. La nomination à l'élection étant toujours en vigueur, Bardet se porte candidat et est élu le 21 novembre 1793, chef du 1er bataillon de la Haute-Vienne. En janvier 1794, Pichegru prend le commandement de l'armée du Nord. Bardet et son bataillon (division Favereau) sont au siège de Landrecies (17-30 avril 1794).

#### Armée de Sambre-et-Meuse(1794-1797)
Le 29 juin 1794, un décret de la Convention donne aux corps victorieux de la bataille de Fleurus le 26 juin 1794 (armées du Nord, des Ardennes et de la Moselle) le nom d'armée de Sambre-et-Meuse. Réunies, les armées sont placées sous l'autorité supérieure de Jourdan. Bardet et son 1er bataillon de la Haute-Vienne, se trouvant au camp de Falize lors de la bataille de Fleurus, passe avec toute la brigade à la nouvelle armée sous la division Scherer. Avec la cinquième colonne partie de Maubeuge le 28, il entre à Mons sans rencontrer de résistance.
Le 16 juillet 1794, la division Scherer est à la reprise de Landrecies. Courant août, c'est le Quesnoy qui cède après 21 jours de tranchées. Valenciennes et Condé, les dernières places fortes, sont remises sans combat aux Français en abandonnant un approvisionnement considérable.
Bardet, par une action d'éclat, contribue grandement au succès de la bataille de Sprimont le 18 septembre 1794, où il passe l'Ourthe à gué. Il obtient la citation suivante :
« Le 2 jour complémentaire an III près du village de Sprimont, étant chef de bataillon, il décida par son exemple et son courage, celui qu'il commandait à passer la rivière de la Roër à gué et à gravir la montagne qui se trouvait de l'autre côté de l'eau, et qu'il enleva à la baïonnette malgré le feu et les efforts de l'ennemi qui fut forcé à la retraite en nous laissant beaucoup de prisonnier. »

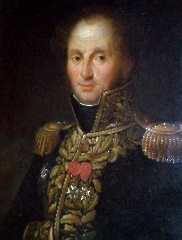
Le général Gabriel Barbou des Courières.

Le 26 octobre 1795, un amalgame des 49e, 96e et 6e demi-brigades est effectué pour former la 174e demi-brigade dont Bardet prend le commandement par intérim semble-t-il. Le 26 février 1796, la réorganisation de l'armée se termine et prévoit notamment la formation d'une nouvelle 49e demi-brigade par amalgame des 174e et 93e demi-brigades. Le chef de brigade Paradis en prend le commandement en tant qu'ancien chef de brigade à la 93e demi-brigade de bataille. La demi-brigade trouve sa place dans la brigade Barbou (vieille connaissance de 1790) de la 5e division du général Bernadotte.
Le 18 juillet 1796, la guerre se rallume en Allemagne. Le mois d'août est très éprouvant pour la 49e demi-brigade, qui combat le 10 à Nassau, le 20 à Deining, soutient une lutte acharnée, ville perdue et reprise 2 fois ; mais, l'ennemi infiniment supérieur en nombre contraint Jourdan à la retraite. Le 30 août 1796, Bernadotte, recule lentement. Près de Burg-Eberach, il voit sa retraite coupée par les Autrichiens. Bardet, avec son bataillon, fait front et les repousse par des charges réitérées où il se met lui-même à la tête de ses grenadiers. Cette nouvelle action d'éclat lui vaut la citation suivante : 
« Le 12 fructidor an IV près de Burg-Eberach, commandant alors le bataillon de Grenadier de la division du général Bernadotte, laquelle avait sa retraite coupée sur ce point, il fut chargé d'arrêter l'ennemi et s'en acquitta avec son intrépidité ordinaire ; les charges réitérées qu'il exécuta à la tête du grenadier furent couronnées d'un si heureux succès qu'il donna le temps à la division de faire le mouvement et se retira sans se laisser entamer. »
Le 3 septembre 1796, Jourdan subit une nouvelle défaite à la bataille de Wurtzbourg et le 20 septembre 1796, l'armée de Sambre-et-Meuse repasse le Rhin. Bardet est alors responsable de la place de Coblence, ville dont le cœur se situe sur la gauche du Rhin, à la confluence avec la Moselle.
En janvier 1797, Bardet obtient un congé de trois mois grâce au soutien de Bernadotte. Il n'était pas revenu dans son Limousin depuis 1791.

#### Armée d'Allemagne(1797-1799)
Le 29 septembre 1797, l'armée d'Allemagne est créée par le regroupement des armées de Sambre-et-Meuse et du Rhin ; Bardet y sert sous les ordres du général en chef Augereau, renforcé par le récent coup d'État du 18 fructidor an V.
Le bataillon de Bardet exerce toujours dans la 5e division Bernadotte et 49e demi-brigade (Paradis). L'armée d'Allemagne est divisée en deux le 9 décembre 1797 ; Bardet intègre l'armée de Mayence. C'est une période de repos pour la 49e demi-brigade.

#### Armée Gallo-Batave(1799-1801)
Au début de 1799, la 49e demi-brigade passe à l'armée Gallo-Batave (qui n'aura cette appellation qu'en 1800), commandée par le général Brune. Elle est placée dans la brigade Fuzier de la 3e division Vandamme. À l'automne 1799, l'armée gallo-batave fait face à l'armée anglo-russe de la deuxième Coalition.

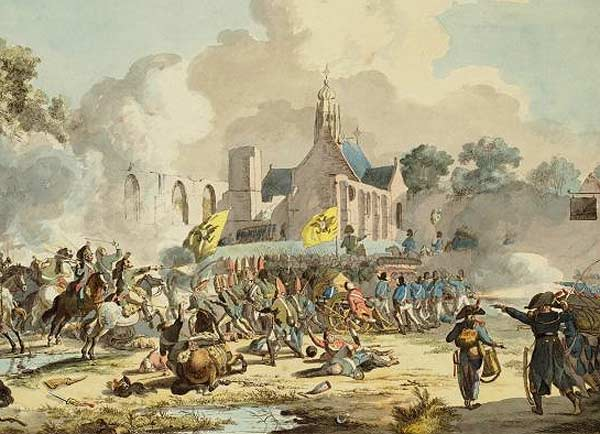
Bataille de Bergen (1799)

Un premier affrontement a lieu au combat du Zyp (Zijpe) le 10 septembre 1799. Lors de cette journée qui tourne pourtant à l'avantage des coalisés, Bardet est nommé chef de brigade sur le champ de bataille par le général en chef Brune. Le 19 septembre 1799, il combat avec sa demi-brigade à la bataille de Bergen. Il y étrenne son nouveau grade en recevant la belle citation suivante :
« Le 3e jour complémentaire an VII, étant alors chef de brigade, il reçut ordre de s'opposer avec deux bataillons de la ½ brigade aux progrès de la colonne russe qui allait déboucher sur le village de Bergen (en Hollande-Septentrionale), il chargea à la tête de sa troupe avec une telle impétuosité qu'il renversa l'ennemi et le mit en déroute. 7 pièces de canon, 6 drapeaux, la colonne entière prisonnière de guerre, ainsi que le général Hermann et son état-major furent le fruit de ses sages dispositions. »
Il reçoit même les honneurs du Moniteur pour avoir « contribué grandement à une victoire de la division Vandamme sur 25 000 Anglais et 14 000 Russes. »
Le 2 octobre 1799, l'armée Gallo-Batave est bousculée à la bataille d'Alkmaar, mais le 6 octobre 1799, Brune se rattrape à la bataille de Castricum où Bardet et son chef de brigade Joseph Paradis se distinguent. Paradis y est promu général de brigade et est remplacé par Bardet à la tête de la 49e demi-brigade. Castricum est une victoire difficile lors de laquelle les généraux Brune, qui a deux chevaux tués sous lui, et Barbou chargent eux-mêmes à la tête de la cavalerie. Le duc d'York est battu et capitule. Russes et Anglais ré-embarquent et quelques jours plus tard Brune et ses troupes victorieuses sont acclamées à Amsterdam, à Haarlem, à La Haye, partout où elles défilent.
Alors que la France a basculé dans le Consulat, la 49e demi-brigade reste cantonnée jusqu'en juillet 1800 en Hollande. L'armée du Rhin de Moreau est dans une situation préoccupante en Allemagne, il est donc décidé que l'armée Gallo-Batave désormais sous le commandement en chef d'Augereau vienne l'épauler sur sa gauche. Courant août, la 49e demi-brigade, à présent dans la 1re division Barbou est à Francfort et y stationne jusqu'en novembre, date à laquelle les hostilités commencèrent.
Le 3 décembre 1800, l'armée Gallo-Batave rencontre le corps autrichien du général Simbschen sur les hauteurs de Burg-Eberach. Cette victoire associée à celle de Moreau à Hohenlinden, le même jour, force l'Autriche à la paix. La campagne se termine pour Bardet par un combat à Hauft le 17 décembre 1800. La guerre de la Deuxième Coalition se termine, l'Autriche signe la paix de Lunéville.
Après un hivernage en Allemagne, Bardet, comme une grande partie des armées du Rhin et Gallo-Batave est envoyé au printemps 1801 sur les côtes de la Manche, la 49e demi-brigade à Cherbourg.

### Guerres de l'Empire

#### Armée des côtes de l'Océan(1801-1805)

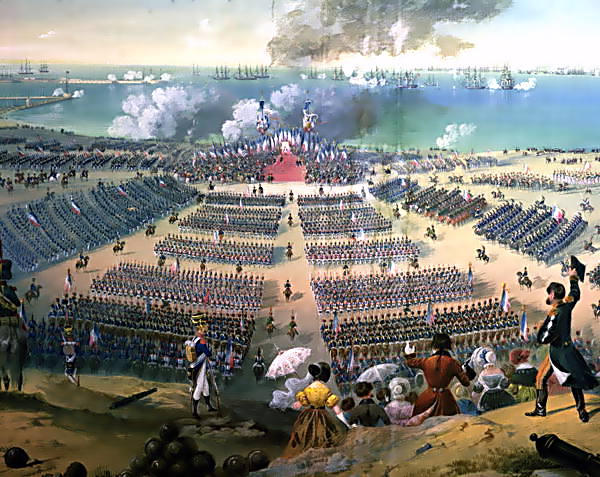
Inspection de l'armée le 15 août 1804 au camp de Boulogne.

De 1801 à 1805, la France est dans une paix relative. Bonaparte a massé ses troupes sur les côtes de la Manche dans le but de menacer l'Angleterre, mais l'armée se repose. Bardet et sa 49e demi-brigade sont affectés à l'armée d'Angleterre commandée par le général Ney. C'est le début d'une longue coopération puisque Bardet reste sous le commandement de Ney jusqu'en 1810.
Dans le courant de l'année 1803, Bonaparte commence à assembler ses troupes autour de Boulogne. C'est le début du camp de Boulogne que Bardet rejoint cette année, se postant à Ambleteuse. À l'organisation du 5 octobre 1803, la 49e demi-brigade de ligne est incorporée dans le 24e régiment de ligne. Bardet reçoit le commandement du 27e régiment de ligne, et doit quitter ses anciens compagnons d'arme.
Ses mérites sont récompensés par l'attribution de la Légion d'honneur ; il est nommé chevalier le 11 décembre 1803, il prête le serment du légionnaire le 17 janvier 1804 à Ambleteuse, puis est fait officier de la Légion d'honneur le 14 juin 1804. Cet été 1804, eurent lieu deux cérémonies fastueuses de remise, la première le 14 juillet 1804 en la chapelle des Invalides aux officiers méritants, la seconde le 16 août 1804 au camp de Boulogne. On ne sait à laquelle Bardet reçut sa Croix.

#### Grande Armée(1805-1808)

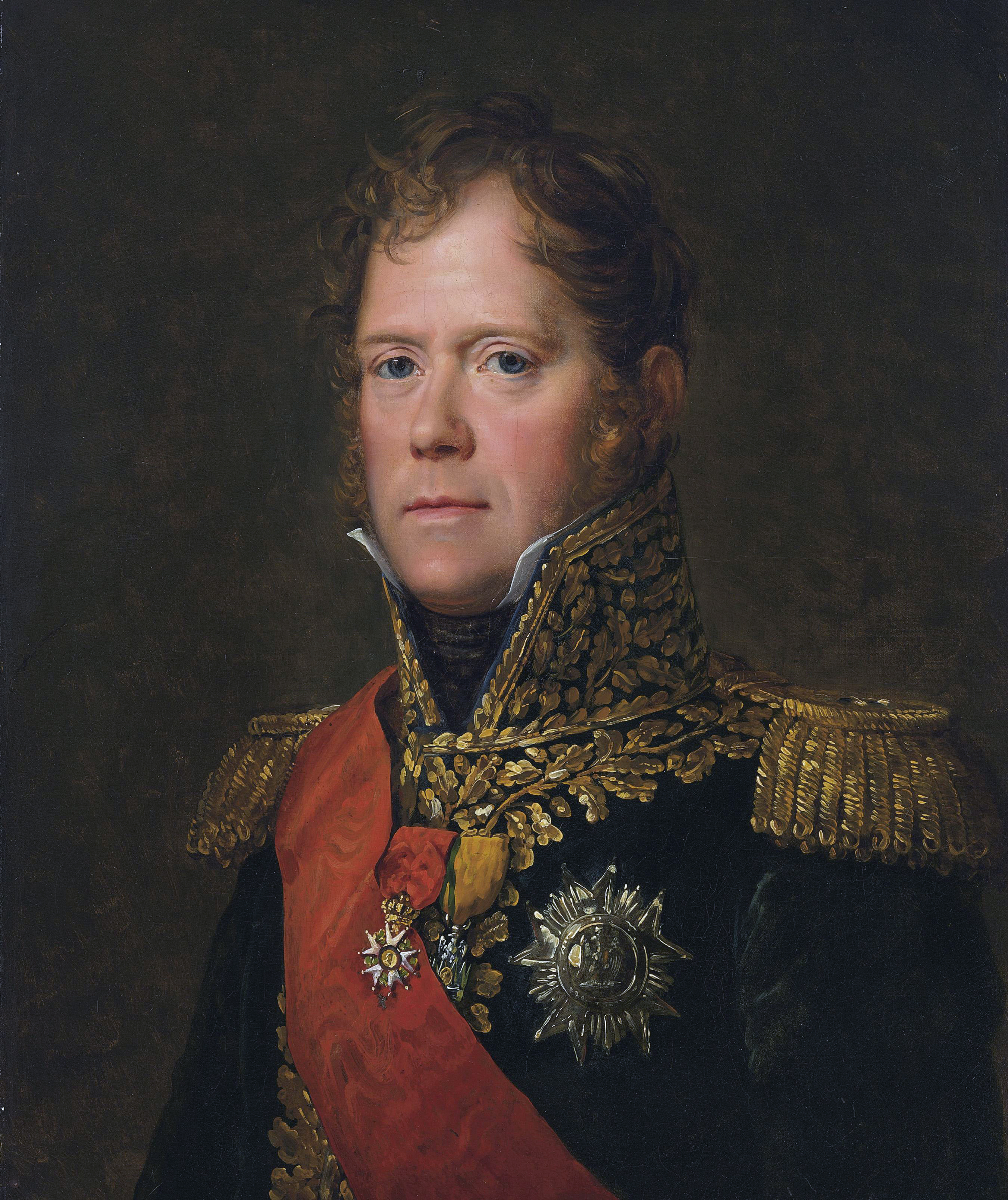
Le maréchal Michel Ney.

En 1805, la Troisième Coalition se forme. Napoléon crée la Grande Armée qui se met en marche dès le 28 août 1805. Bardet et son 27e régiment d'infanterie de ligne font partie de la 1re brigade Marcognet de la 2e division Malher du 6e corps Ney.

##### Campagne d'Autriche (1805)
Lors de la campagne d'Autriche, le 27e participe aux batailles de Günzburg (9 octobre 1805), Elchingen (14 octobre 1805) et surtout Ulm (15-17 octobre 1805) où Bardet se distingue en entrant le premier dans Ulm par la porte des Dames, après avoir franchi le Danube et attaquer le Michelsberg  au pas de charge.
Avec le corps de Ney, le 27e passe l'Inn le 27 octobre 1805, puis va rayonner dans le Haut-Adige  jusqu'à la paix de Presbourg (janvier 1806), non sans avoir affronté les ennemis de la France à Scharnitz (5 novembre 1805) et Innsbruck (7 novembre 1805). Pendant ce temps, Napoléon est à Austerlitz.
L'Empereur, satisfait de la conduite de Bardet lors de cette campagne, le nomme commandeur de la Légion d'honneur le 25 décembre 1805.

##### Campagne de Prusse et de Pologne(1806-1808)
Le 1er octobre 1806, la Quatrième Coalition se forme. Fidèle à son habitude, Napoléon attaque très vite et rencontre la Prusse à Iéna. Le 6e corps de Ney est engagé ; Bardet est pour l'occasion placé dans la 2e brigade Delabassée de la division Gardanne. Le 27e régiment d'infanterie de ligne qu'il commande reçoit les honneurs pour la bataille d'Iéna.
Le 15 octobre, Ney poursuit les Prussiens en direction d'Erfurt. 
Après la victoire, il ne faut pas laisser de temps à l'ennemi. Le colonel Bardet est en tête des deux divisions du 6e corps ; poursuivant les Prussiens en déroute, il traverse Berlin avec son régiment le 21 novembre.
En décembre 1806, Ney entre en Pologne, et se jette un peu étourdiment avec tout son corps d'armée à la poursuite des Prussiens, s'éloignant de la route prescrite. Un combat l'oppose au général prussien L'Estocq le 26 décembre 1806 à Soldau, à une soixantaine de kilomètres seulement de Pultusk et le repousse sur Niedenberg. Le danger que représentait pour les Français une possible jonction entre les Russes et les Prussiens se trouve ainsi écartée.
La campagne de 1807, s'enchaine sans répit. Le régiment de Bardet participe à la bataille de Walterdorf le 5 février 1807. Mais, ce n'est qu'un préambule, car arrive la douloureuse bataille d'Eylau. Le 8 février 1807, l'Empereur y rencontre et bat les russes dans la boue et la neige. Bardet se distingue à cette bataille où 20 000 Français sont tués ou blessés. Le 11 mars, Ney propose Bardet au poste de général de brigade, ce que Napoléon décrète dès le 12 mars 1807. Il commande alors deux régiments, son 27e de ligne dont Menne devient colonel et le 25e léger
Le 5 juin 1807, le russe Bennigsen attaque par surprise Ney à Guttstadt. Ney ne dispose que de 17 000 fantassins et artilleurs soutenus par quelques éléments de cavalerie, alors que Bennigsen engage 63 000 fantassins, cavaliers et artilleurs, en plus de 168 pièces d'artillerie. Après avoir résisté à cinq charges, Ney est contraint à la retraite et se replie derrière la Passarge à Deppen. Bardet doit abandonner tout son paquetage lors de cette retraite, y compris un uniforme de général de brigade, cinq chevaux et son brevet de légionnaire!
Le 14 juin 1807 se déroule la terrible bataille de Friedland. Ney arrive en même temps que Napoléon sur le champ de bataille à 14 h 30, alors que la lutte fait rage depuis 3 h du matin avec Lannes au commandement. Napoléon n'avait prévu que de contenir les Russes le 14 et de vraiment livrer bataille le 15. Mais, constatant la situation détestable dans laquelle les Russes se trouvent grâce aux manœuvres énergiques de Lannes, il décide d'attaquer immédiatement. Le rôle principal échoit à Ney (aile droite) qui doit enfoncer le « ventre » des Russes, sans considération de pertes, pour atteindre Friedland et s'emparer des ponts. À 17 h 30, le 6e corps (14 000 hommes) surgit du bois de Sortlack. La division Marchand emporte rapidement le village de Sortlack, son objectif, mais la division Bisson, dont Bardet est l'un des généraux, connaît une terrible déroute, dont le général russe Bagration profite. L'artillerie du général Sénarmond sauve finalement la situation. Pour encourager le 27e, Ney aurait dit : « Brave 27e, il n’y a rien qui puisse vous étonner ! Suivez votre maréchal ! », ce qu'il a fait… Au soir de la bataille, le régiment qui a lutté farouchement contre la garde impériale russe, est terriblement décimé : il ne compte plus que 30 officiers et 1 200 hommes.
Les efforts de Bardet durant cette campagne sont récompensés par un décret du 17 mars 1808 (qui ne lui est signalé que le 26 du même mois par Berthier) qui le fait baron de l'Empire. Il est en outre donataire du majorat de la terre de Harnosem en Westphalie, « dont le revenu est de 4 000 francs, toutes les charges et frais d'exploitation déduits ». En accord avec le conseil du sceau des titres, il choisit de porter des armoiries qui reprennent les thèmes historiques de sa famille :
azur à la barre cousue de gueules chargée de trois sautoirs d'argent et accompagnée en pointe d'un lion contourné d'or, lampassé de gueules : franc quartier des barons tiré de l'armée brochant au 9e de l'écu, et pour livrées, Bleu, Rouge, Blanc, Jaune.

#### Armées d'Espagne et du Portugal (1808-1811)
En septembre 1808, le 6e corps de Ney va renforcer l'armée d'Espagne. Bardet y commande la 1re brigade de la 2e division Lagrange.
Le 18 novembre 1808, Bardet est au combat de Cascante, puis le 23 à bataille de Tudela, où son général de division Lagrange est blessé d'une balle dans le bras. Il est remplacé par le général Mathieu à la tête de la 2e division, aussi blessé lors de la bataille. Le 29 novembre 1808, Bardet se signale à la bataille de Bubierca, ce qui lui vaut d'être mis à l'ordre du jour de l'armée.
En mai 1809, sa brigade, toujours constituée des 27e et 25e, participe à l'expédition des Asturies que Ney coordonne avec Kellerman. Au début de juin, en Galice, il est probablement présent à la bataille de Ponte Sampaio qui voit la défaite de Ney face aux Espagnols de Pablo Morillo. Les 18 et 19 juin 1809, ont lieu les combats de la prise d'Oviedo, lors desquels Bardet se signale de nouveau.
Le 17 avril 1810, Bardet et sa brigade passent à l'armée du Portugal commandée en chef par Masséna. Il est toujours dans le 6e corps de Ney, mais cette fois sous les ordres du général de division Mermet. Il participe à la prise de Ciudad Rodrigo, dont la capitulation a lieu le 10 juillet 1810.
Du 3 au 5 mai 1811, Bardet sert à la bataille de Fuentes de Oñoro. Masséna et Wellington se séparent sur un résultat indécis. Pendant cette bataille, Le général Loison remplace Ney par intérim « avec peu de zèle. » Bardet y est blessé et obtient le 20 mai un congé de convalescence de quatre mois. Il rentre alors en France.

#### Grande Armée(1812-1813)
Bardet se remet très difficilement de sa blessure et doit demander plusieurs prolongations de son congé de convalescence. Au début de l'année 1812, il est nommé à la réserve de Bayonne, mais son état de santé contraint le ministère de l'Armée de le laisser en disponibilité.
Au printemps 1812, sa santé est enfin rétablie. Il est placé au 21e corps de la grande armée avec ordre de se rendre à la réserve de Boulogne sous la responsabilité du général Lemarois. Il y reste jusqu'au 8 novembre 1812, quand il est nommé à la 31e division d'infanterie Lagrange du 11e corps Augereau. Voilà des connaissances, puisqu'il avait quitté Lagrange après la bataille de Tudela en 1808 et Augereau avait été son général en chef du temps de l'armée d'Allemagne en 1797, puis à l'armée gallo-batave en 1800.
Le 20 février 1813, il remplace temporairement Dessaix, souffrant, au commandement de la place de Berlin. Il y rencontre une population sournoisement hostile, bientôt ennemie. En avril 1813, Bardet reçoit une élogieuse citation de la part du général La Poype, commandant de la place de Wittemberg sur l'Elbe, pour avoir dégagé la ville.
Les 20-22 mai 1813, Bardet est à la bataille de Bautzen. Il prend pour l'occasion le commandement de la 3e brigade de la 31e division Fressinet du 11e corps passé aux mains de MacDonald. La division Fressinet y est assez active, mais si la victoire revient aux Français, ils doivent laisser les Russes se retirer. L'armée française forme deux colonnes à la poursuite de l'ennemi et combat certains corps isolés, comme à Hoyerswerda, le 27 mai 1813, contre 8 000 Prussiens qui doivent mettre bas les armes. Bardet se luxe le bras gauche en chutant lors de cette bataille.
Le 26 juillet 1813, il est muté à la 13e division (Pacthod) du 12e corps (Oudinot). La division est organisée en deux brigades, Bardet prend la première et Cacault la seconde. Le 23 août 1813, la bataille de Gross Beeren est un rude échec pour le 12e corps. Oudinot est remplacé par Ney qui reçoit l'ordre d'occuper Berlin. Sur la route, ils rencontrent les alliés à Dennewitz (près de Jüterbog) le 6 septembre 1813, sans plus de succès. Lors de cette bataille, Bardet est sérieusement blessé d'un coup de feu à la jambe gauche. Ces défaites et celle que subit Vandamme à Kulm annulent malheureusement les gains de la belle victoire de Dresde.
Bardet est transporté à l'hôpital de Francfort pour y être soigné. Cette nouvelle blessure, cumulée à celle du bras qui a empiré faute de soin, conduisent à sa mise au repos pour six mois. En novembre, il est autorisé à se rendre dans ses foyers à Limoges.

#### Armée de Lyon(1814)
La campagne de France débute en janvier 1814. Pour couvrir le Sud-Est, Napoléon crée l'armée de Lyon sous commandement maréchal Augereau. Dès le 8 janvier 1814, alors que son congé de convalescence (avec appointements) court normalement jusqu'au 1er mars, Bardet annonce qu'il se rend à Lyon d'après les ordres qu'il a reçus. Augereau décide de l'envoyer à Vienne où il arrive le 7 février 1814 pour y réceptionner et prendre le commandement de la division de réserve de Nîmes qui fait route vers Lyon. Le départ de cette division de jeunes conscrits s'est étalé sur une semaine. Bardet est chargé par Augereau de l'organisation de la division à la place de Ménard malade. L'équipement et l'instruction y sont tout à fait incomplets. L'effectif se monte à 4 451 officiers, sous-officiers et soldats au départ de Nîmes. 4 201 hommes arrivent à Vienne. La division de réserve de Nîmes est composée du 6e bataillon des 67e, 79e, 20e, 115e, 60e régiments de ligne et 23e léger.

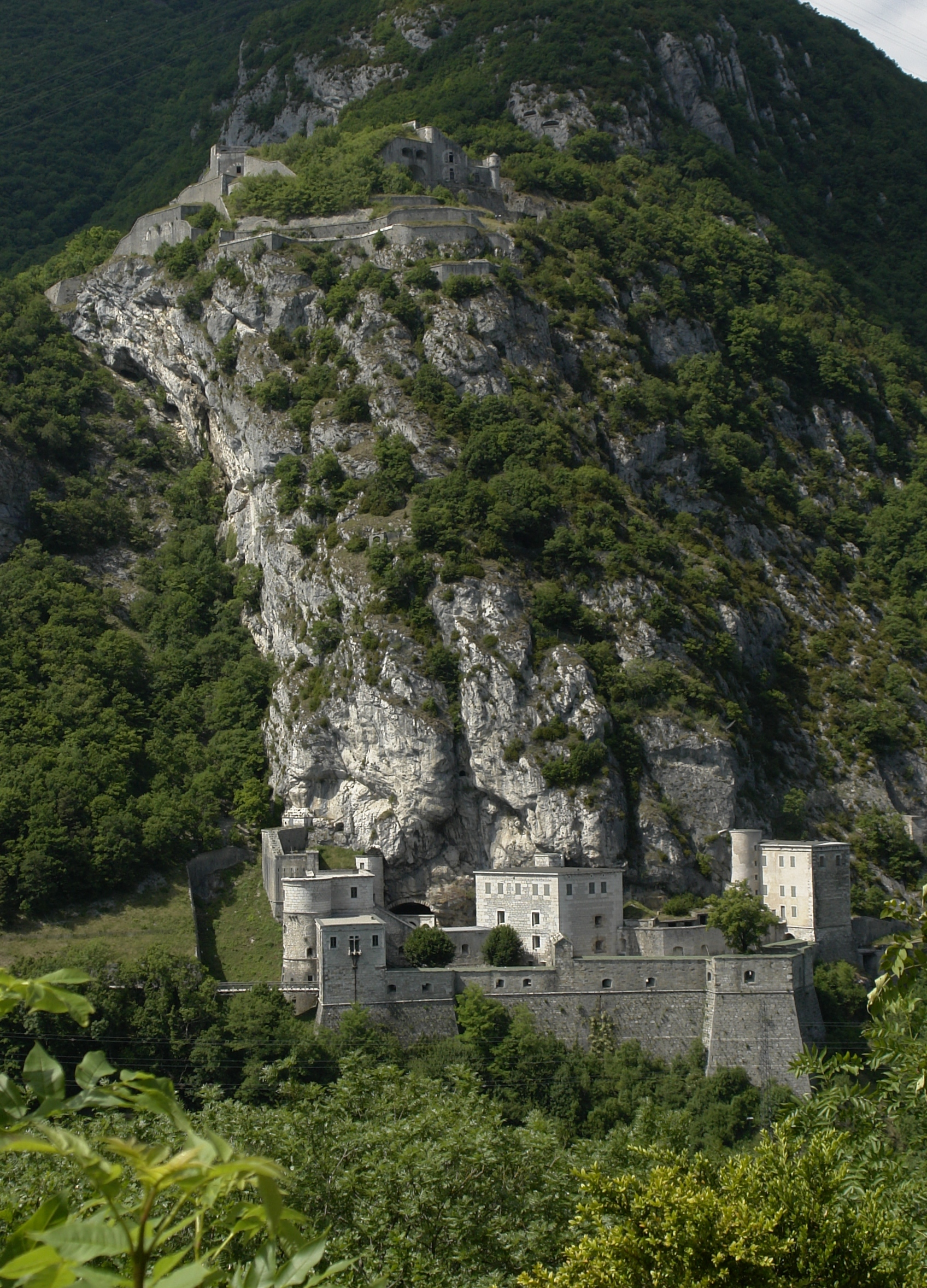
Vue générale sur Fort l'Écluse.

Au 15 février, toute la division de réserve de Nîmes est arrivée à Vienne. Le 18, Bardet et sa réserve arrivent à Lyon. Ils assurent dans un premier temps la défense de Lyon. Le 24 février, Augereau demande à ses trois généraux Bardet, Marchand et Dessaix de se concerter pour attaquer Genève. Bardet reçoit l'ordre de se trouver le 27 en avant de Nantua, route de Saint-Claude, puis à Saint-Claude le 28.
Le 25 février 1814, Augereau prescrit à Bardet de ne plus se porter sur Saint-Claude mais de s'emparer de Fort l'Écluse avec deux bataillons de la division Musnier commandés par Pouchelon. Puis, il doit rejoindre Marchand pour prendre Genève. Le 1er mars 1814, Bardet s'empare de Fort l'Écluse dans lequel il se défend contre des forces supérieures. Augereau jugeait ce fort imprenable ; Bardet lui aurait dit : « Avant midi, il sera en notre pouvoir. » À onze heures et demie, le fort est pris. Ce fait d'armes lui permet d'obtenir son grade de général de division le 3 mars 1814. Pouchelon et ses deux bataillons sont placés sous ses ordres le 10 mars.
Dès la prise du fort, Bardet apprend que Bubna veut tenir Genève et en informe immédiatement Augereau, qui lui répond le 4 mars de rétrograder sur Lons-le-Saunier avec Pouchelon, tout en laissant à Fort l'Écluse une garnison suffisante et bien approvisionnée. Marchand et Dessaix doivent faire le siège de Genève seuls.
En réaction à l'armée de Lyon, les coalisés créent une armée du Sud. Le 7 mars 1814, Scheiter s'empare de Mâcon. Augereau enjoint Bardet et Pouchelon de se diriger sur Bourg, où ils arrivent le 9 mars. Toute l'armée de Lyon se replie sur Lyon sauf Marchand et Dessaix. Augereau élabore un nouveau plan. Bardet qui est à Bourg, faisant face aux troupes de Hardegg et Wieland, doit faire, avec le soutien de Musnier (qui lui part de Lyon), une fausse attaque sur Mâcon tandis que le maréchal prendra l'ennemi à revers en marchant contre Bianchi. L'armée du Sud compte trois corps d'armée pour un total de 43 200 hommes. Augereau dispose d'environ 26 000 hommes. Mais, le 11 mars, la diversion que Bardet doit opérer sur Mâcon n'a pas lieu ! Bardet tente bien de sortir de Bourg pour attaquer Mâcon, mais il bute sur Hardegg et Wieland, et surtout sur Wimpffen et le prince de Cobourg arrivés à une petite journée de marche de Bourg. Il est contraint de se replier sur Bourg. Hardegg et Wieland, avec environ 10 000 hommes tentent alors de manœuvrer sur les flancs de Bardet et cherchent à le tourner. Le 12 mars, Bardet de force inférieure (il n'a que 4 000 hommes), abandonne Bourg pour Meximieux. Au soir, il s'établit à Marlieux et Chalamont, Le 14 à Miribel.
Augereau demande à Bardet de tenir coûte que coûte la rive gauche de la Saône, sans quoi il n'aurait pas de retraite. Pour ce faire, le 18 mars 1814, il renforce Bardet de deux bataillons qui arrivent d'Espagne à Lyon (le 1er bataillon du 32e léger et du 3e bataillon du 116e de ligne), ainsi que les troupes qui sont sous les ordres du général Rémond. Cela permet à Bardet de disposer de 5 800 hommes dont 283 cavaliers et six bouches à feu. Pendand ce temps, Augereau doit se battre à Saint-Georges.
Le 20 mars 1814 se déroule finalement la bataille de Limonest. Bardet opère de l'autre côté des monts d'Or. Il se maintient toute la journée à Miribel et Caluire, attaqué pourtant par Hardegg et Cobourg. Mais la nuit venue, il doit rejoindre le reste de l'armée, réfugié à Lyon. La défense de Lyon aurait été trop coûteuse pour la ville. L'armée de Lyon évacue donc Lyon dans la nuit et se dirige vers Vienne. Les soldats ne comprennent pas. Le 24 mars, Bardet est à Valence.
Le 15 avril 1814, Bardet apprend officiellement les événements de Paris et l'abdication de Napoléon. Des officiers et soldats de l'armée de Lyon refusent l'adhésion au nouveau gouvernement. Les réfractaires sont principalement dans les divisions Bardet et brigade Ordonneau. L'Armée de Lyon est dissoute le 10 juin 1814.
Bardet ayant accepté l'adhésion à la nouvelle couronne, il est inscrit sur le tableau de l'état-major général de l'armée. Le 19 juillet 1814, il est nommé chevalier de l'ordre royal et militaire de Saint-Louis.

#### Cent-jours(1815)
Le 1er mars 1815, Napoléon débarque à Golfe-Juan. Arrivé aux Tuileries, il reçoit la foule de ses anciens généraux venus se remettre à son service. À chacun, il pose quelques questions ; au général Bardet accouru en toute hâte de son domaine de Maison-Rouge, il demande : 
« Et toi Bardet, qu'as-tu fait pendant mon absence ?
Sire, j'étais à ma campagne, j'y attendais vos ordres ! »
le 3 mai 1815, Napoléon lui donne le commandement de la place de Strasbourg, place très importante présentant un des rares passages du Rhin. Il est probablement sous les ordres du général Rapp qui est chargé de former l'armée du Rhin. Se rendant sur place, il trouve une garnison peu disposée à se laisser faire ; ce n'est que le 6 juin 1815 qu'elle se rallie à l'Empereur.
Le 18 juin 1815, Napoléon perd la bataille de Waterloo, et abdique en faveur de son fils le 22. Rapp, harcelé par les coalisés, doit se replier sur Strasbourg pour continuer la lutte engagée sur les frontières. Le 26 juin 1815 débute le siège de Strasbourg. La garnison n'accepte de rendre la ville que deux mois après le retour de Louis XVIII, le 4 septembre 1815.

### Retraite
Le 11 septembre 1815, Bardet est à Paris. Il reçoit alors l'ordre de se rendre dans ses foyers à Limoges, avec interdiction de résider à Paris, où il a pourtant un hôtel, en raison de son comportement durant les Cent-Jours. Le 14 septembre 1815, ayant plus de trente années de service il est mis à la retraite, avec le maximum de la solde de son grade.
Il tente à plusieurs reprises de reprendre du service, mais sans succès.

## Vie privée
Martial Bardet de Maison-Rouge est né le 22 mai 1764 au lieu-dit la Maison-Rouge, commune de Peyrilhac (Haute-Vienne). Il est issu d'une famille bourgeoise de Peyrilhac par son père Jean et de Limoges par sa mère Jeanne Tharaud. Sa grand-mère paternelle, Marie Coustin, qu'il ne connut pas, est d'une famille noble désargentée de la région. Son grand-père maternel et son père, dont il est orphelin à neuf ans, étaient respectivement brigadier et cavalier de la Maréchaussée. Il baigne donc dans une ambiance militaire dès son plus jeune âge. Il a deux frères et deux sœurs.
À l'arrivée de la Révolution, sa mère est une fervente militante de la cause populaire. Elle marche en tête des défilés révolutionnaires et est très fière de citer ses trois fils, tous aux armées. Martial est un Républicain convaincu.
Le 14 décembre 1790, il épouse Marcelle Guibert, fille d'un officier de la monnaie, avec qui il a rapidement une fille unique, prénommée Jeanne-Geneviève.
Aimant les chevaux, il aurait préféré servir dans la cavalerie. Il en fait la demande en 1797, mais le ministère s'y oppose.
Durant ses 23 ans de services aux armées révolutionnaires et de l'Empire, il ne revient que peu dans son foyer :
- Début de 1797 : à la suite d'une demande auprès du ministère, dans laquelle il expose « que son absence et celle de ses deux frères tous au service a laissé depuis six ans ses biens dans l'état le plus désastreux, la plupart sans culture et entre des mains étrangères. »
- 1801-1803 : durant ces années de paix, il est très probable qu'il se soit rendu dans sa famille, d'autant plus que sa mère meurt en septembre 1801.
- mai 1811 - mars 1812 : congé de convalescence
- Novembre 1813 - janvier 1814 : congé de convalescence (dont il n'effectue pas la durée complète)
- Juillet 1814 - avril 1815 : 1re restauration

Durant sa retraite, il s'active à gérer ses domaines autour de Peyrilhac. Il s'implique peu dans la vie politique locale, dont il est un des grands électeurs. Sa retraite lui rapporte 6 000 francs de rente annuelle et son grade de commandeur de la Légion d'honneur 2 000 francs. Son grade de chevalier de l'ordre royal et militaire de Saint-Louis doit aussi lui apporter un complément.
Il meurt à la Maison-Rouge à Peyrilhac le 3 mai 1837. Il est enterré au cimetière de Peyrilhac sans aucune pierre tombale.

## Soutiens
Diverses personnalités ont apporté leur soutien à Bardet durant sa carrière militaire :
- Le général Bernadotte, en 1797 lors d'une demande de congé. Plus tard, dans une lettre à Soult, il dira : « dans le temps où notre bon général Bernadotte nous traitait comme ses enfants et nous disait que nous étions de la famille. »
- Le général en chef Beurnonville, à la même occasion.
- Le général Vandamme, en 1799, à l'origine de sa seconde citation.
- Le chef de bataillon Ducasse, qui donne sa démission de l'armée en 1799, et sera son fondé de pouvoir.
- Le chef de brigade Paradis, en 1799, lors d'un mémoire de proposition.
- Le général Brune, en 1800, qui le promeut chef de brigade sur le champ de bataille : "La connaissance que j'ai des services et des talents militaires de cet officier me fait m'intéresser à ce qu'il l'obtienne (sa promotion)".
- Le maréchal Ney, en 1807, qui le nomme général de brigade.
- Le général Marchand, en 1816 pour son inscription à la Légion d'honneur.
- Le général Maucune, à la même occasion.
- Le général Marcognet, à la même occasion.

## États de service
- 5 juin 1781 : soldat
- 27 septembre 1786 : caporal
- 3 octobre 1791 : capitaine
- 21 novembre 1793 : chef de bataillon
- 10 septembre 1799 : chef de brigade
- 5 octobre 1803 : colonel (nouvelle dénomination des chefs de brigade)
- 12 mars 1807 : général de brigade
- 3 mars 1814 : général de division

## Distinctions

### Décorations
- 11 décembre 1803 : chevalier de la Légion d'honneur
- 14 juin 1804 : officier de la Légion d'honneur
- 25 décembre 1805 : commandeur de la Légion d'honneur
- 19 juillet 1814 : chevalier de l'ordre royal et militaire de Saint-Louis

### Titre

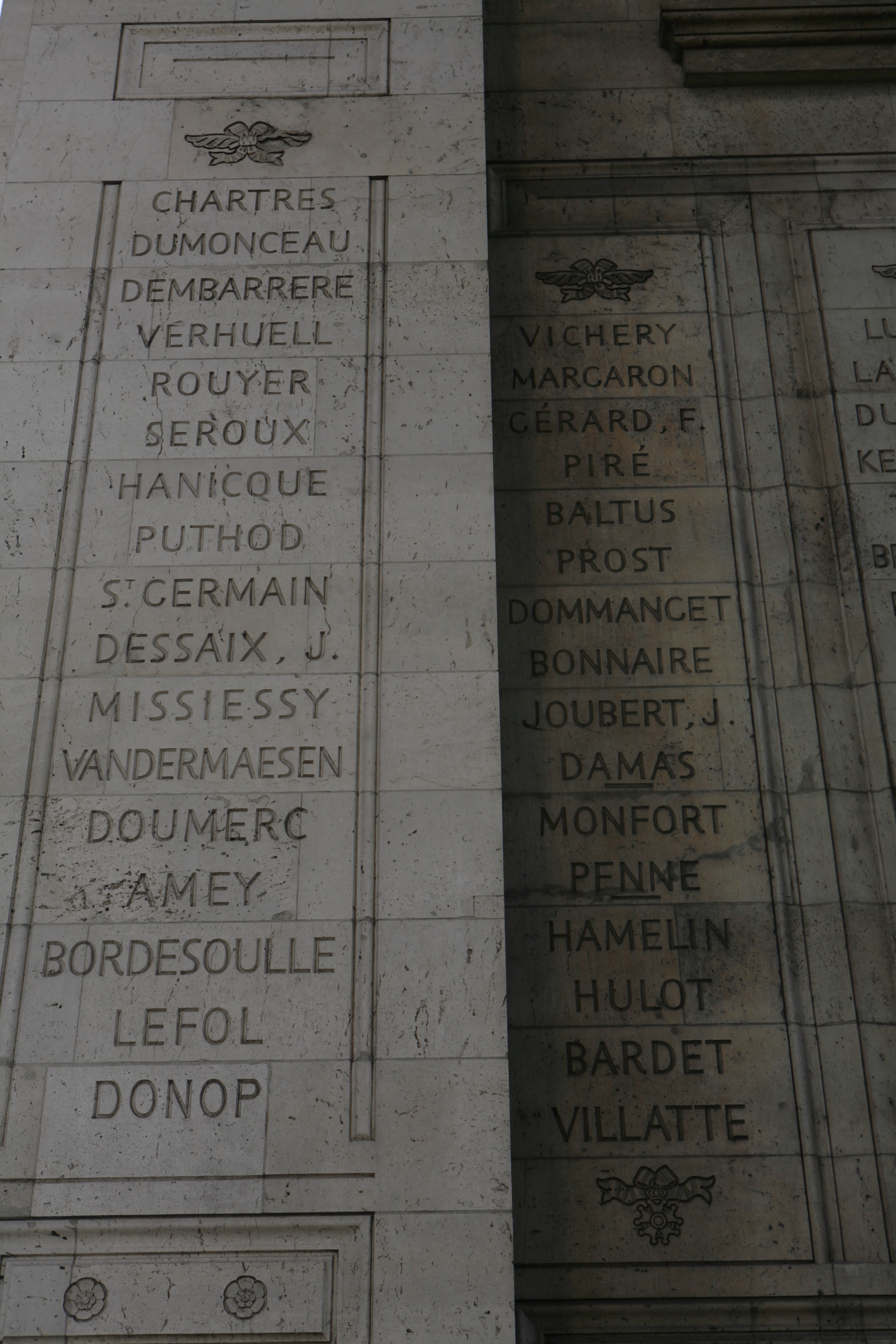
Noms gravés sous l'arc de triomphe de l'Étoile : pilier Ouest, 1re et 2e colonnes.

- 17 mars 1808 : baron de l'Empire

### Honneurs
- Il fait partie des 660 personnalités à avoir son nom gravé sous l'Arc de triomphe de l'Étoile. Il apparaît sur la 2e colonne (l’Arc indique BARDET).
- Il existe une rue du Général-Bardet à Limoges (au sud-est de la ville) ainsi qu'à Peyrilhac, sa ville natale.